# Carl-Dieter Spranger
Carl-Dieter Spranger (ur. 28 marca 1939 w Lipsku) – niemiecki polityk, prawnik i samorządowiec, działacz Unii Chrześcijańsko-Społecznej (CSU), poseł do Bundestagu, w latach 1991–1998 minister ds. współpracy gospodarczej i rozwoju.

## Życiorys
Po maturze z 1957 studiował prawo i ekonomię. W 1962 i 1966 zdał państwowe egzaminy prawnicze I oraz II stopnia. Był nauczycielem akademickim na Friedrich-Alexander-Universität Erlangen-Nürnberg. W 1967 został asesorem prokuratorskim, a w latach 1968–1969 pracował jako prokurator. W 1969 otrzymał nominację sędziowską, w 1977 podjął praktykę w zawodzie adwokata.
W 1968 wstąpił do bawarskiej Unii Chrześcijańsko-Społecznej, przewodniczył CSU w mieście Ansbach i w Środkowej Frankonii. W latach 1972–1976 był radnym miejskim. W 1972 po raz pierwszy wybrany na posła do Bundestagu. Reelekcję uzyskiwał w wyborach w 1976, 1980, 1983, 1987, 1990, 1994 i 1998, zasiadając w niższej izbie niemieckiego parlamentu do 2002. W 1977 dołączył do zarządu krajowego CSU.
Od 4 października 1982 do 18 stycznia 1991 był parlamentarnym sekretarzem stanu w resorcie spraw wewnętrznych. Następnie do 27 października 1998 sprawował urząd ministra ds. współpracy gospodarczej i rozwoju w czwartym i piątym rządzie Helmuta Kohla.